# Airbus Helicopters H145M
L'Airbus Helicopters H145M, denominato fino al 2015 Eurocopter EC645, è un elicottero del costruttore Eurocopter. È la variante militare dell'Airbus Helicopters H145.

## Storia
La versione militare dell'EC 145 è il modello EC 645, che fu sviluppato dalla EADS/Eurocopter come elicottero leggero multiruolo per la United States Army Light Utility Helicopter (LUH). La designazione fu UH-145.
L'EADS lo chiamò, nel 2009, Armed Scout 645 – Armed Aerial Scout 72X – per impieghi multiruolo notturni (Armed Reconnaissance Helicopter (ARH)). L'armamento fu sviluppato con la Lockheed Martin con sistemi M-TADS/PVNS, VUIT-2 e razzi AGM-114 Hellfire. Può essere montato un cannoncino a canne rotanti. L'Armed Scout 645 ha sotto il "naso" ottiche FLIR.
L'11 luglio 2013 il Bundesministerium der Verteidigung sigla un contratto con Eurocopter per 15 EC645 T2 per il Kommando Spezialkräfte (KSK), al costo di 194 milioni di euro.

## Varianti

### Eurocopter UH-145 / UH-72

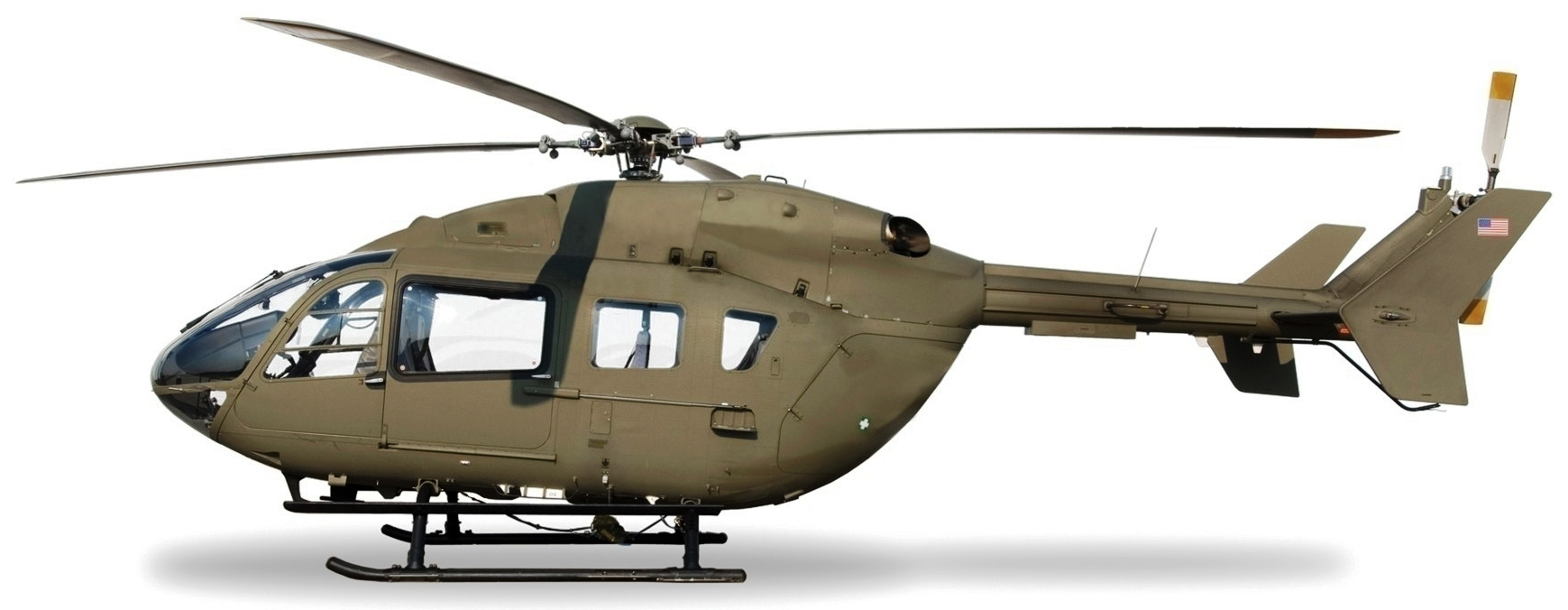
UH-72A Lakota, US Army

La variante militare, nata sempre dall'Eurocopter EC 145 per le forze armate statunitensi, è stata denominata UH-145. Nel gennaio 2006 l'UH-145 è stato ordinato dalla United States Army, per sostituire il Bell UH-1. È stato costruito dalla società EADS tramite l'Eurocopter nella fabbrica di Columbus, per soddisfare l'ordine di 350 esemplari UH-72A Lakota. L'UH-72 viene utilizzato anche dalla Air National Guard. La American Eurocopter è una joint-venture con la Sikorsky Aircraft Corporation. I primi tre esemplari sono stati costruiti in Germania e completati negli Stati Uniti, con l'inizio del montaggio nell'agosto 2007.
Cinque esemplari di Airbus Helicopters UH-72 sono stati consegnati alla United States Navy per la United States Naval Test Pilot School presso Patuxent River Naval Air Station Maryland come elicotteri per scuola di pilotaggio. Il primo esemplare fu consegnato il 12 novembre 2009.

### EC 645 T2 LUH
La variante EC 645 T2 LUH presenta il rotore di coda tipo Fenestron, un abitacolo digitale con visione notturna e autopilota, verricello, armi a bordo con elettro-ottiche di puntamento. Corazzatura per la protezione della cabina di pilotaggio. Peso massimo al decollo di 3,7 t.
L'elicottero può essere trasportato su un Airbus A400M.

## Utilizzatori

### Governativi
Belgio
- Police Fédérale

2 H145M (più 3 in opzione) ordinati il 17 giugno 2024.
 Lituania
- Valstybes Sienos Apsaugos Tarnyba

3 H145M ordinati il 29 novembre 2023.
 Oman
- Royal Oman Police

3 H145M ordinati a maggio 2022, con consegne a partire dal 13 febbraio 2023.

### Militari
Belgio
- Composante Air de l'armée belge

15 H145M ordinati il 17 giugno 2024.
 Brunei
- Tentera Udara Diraja Brunei

6 H145M ordinati il 2 maggio 2024.
 Cipro
- Dioíkīsī Aeroporías

6 H145M (con opzione per ulteriori 6 esemplari) ordinati il 24 giugno 2022. Primi due esemplari consegnati a marzo 2025.
 Ecuador
- Fuerza Aérea Ecuatoriana

6 H145M in servizio con compiti di ricerca e soccorso.
 Germania
- Heeresfliegertruppe

7 H145 LUH SAR da utilizzare nel ruolo SAR ordinati a dicembre 2018, da consegnarsi a partire dal 2020. Il primo esemplare è stato consegnato a dicembre 2019, in anticipo sulla data prevista. Il settimo ad ultimo esemplare è stato consegnato il 19 marzo 2021. Ulteriori 62 H145M LAH da attacco leggero ordinati il 14 dicembre 2023. Primo esemplare di H145M LAH consegnato a novembre 2024.
- Luftwaffe

15 H145M LUH SOF, operati per il Kommando Spezialkräfte. Ulteriori 5 H145M LAH ordinati il 14 dicembre 2023.
 Honduras
- Fuerza Aérea Hondureña

2 H145M selezionati ad aprile 2023, ordinati ad agosto dello stesso anno. Ulteriori 2 H145M ordinati ad aprile 2024. Primi due esemplari consegnati in Germania il 16 ottobre 2024.
 Indonesia
- Tentara Nasional Indonesia Angkatan Udara

4 H145M ordinati a settembre 2024.
 Irlanda
- Aer Chór na hÉireann

4 H145M ordinati il 30 dicembre 2024.
 Lussemburgo
- Esercito del Lussemburgo

2 H145M in servizio dal 2019.
 Serbia
- Vazduhoplovstvo i PVO Vojske Srbije

9 H145M ordinati. I primi due esemplari consegnati a partire da fine novembre 2018, con consegne completate entro aprile 2021.
 Thailandia
- Kongthap Ruea Thai

5 H145M ordinati ad ottobre 2014, con consegne iniziate ad aprile 2016.
 Ungheria
- Magyar légierő

20 H145M ordinati a giugno 2018. I primi quattro esemplari sono stati consegnati a novembre 2019, 12 nel 2020, 4 nel 2021.